# Ороно Вор Петчпун
Оро́но Вор Петчпун (тайск. โอโรโน่ ว.เพชรพูล; род. 22 августа 1978 года, Супханбури, Таиланд) — таиландский боец муай-тай. Бывший чемпион стадиона «Лумпхини» и трёхкратный чемпион Таиланда, чемпион мира WMC, действующий чемпион мира по кикбоксингу по версии Showtime 65MAX. Живёт в Сингапуре, где является членом бойцовской команды Evolve MMA.

## Биография

### Молодость
Ороно родился 22 августа 1978 года. Отец назвал его в честь известного бойца муай-тай Orono Pur Manghubon. В семье помимо него было семь братьев и двое сестёр. Жили они бедно. С 10 лет Ороно работал рыбаком. Отец был поклонником тайского бокса и сожалел что в его семье никто из сыновей не занялся этим видом спорта. Боевым искусством Ороно начал заниматься в 15 лет, что для Таиланда считается очень поздним сроком. Однажды одноклассник показал ему деньги, заработанные на ринге, и это предопределило выбор будущей звезды муай-тай.

### Профессиональная карьера
Дебютный бой провёл уже через год — в 16. Первым его бойцовским псевдонимом был Orono Majestic gym. В 23 года он становится чемпионом мира по версии WMC World Muaythai. В этом же году Ороно побеждает легенду муай-тай Буакава Пор Прамука и получает высшее образование, что для людей его происхождения считается роскошью. Всего за карьеру Ороно побеждал Буакава дважды. Самым сильным своим соперником считает Сенчая, у которого выиграл в 2007 году, но в следующем году уступил. Также Ороно дважды нокаутировал Йодасанклая. Его статистика за карьеру 135 побед, 19 поражений и три ничьи. Рост бойца 175 см, вес 65 кг. В течение своей карьеры бился в легчайшем, полулёгком и легком весах. Сейчас Ороно завершил выступления и преподаёт ударную технику в Сингапурском зале Evolve MMA — работает с такими бойцами как Рафаэль дос Аньос, Бен Эскерн, Шина Айоки и другими.